# Daveigh Chase
Daveigh Chase [dəˈveɪ ˈt͡ʃeɪz], née le 24 juillet 1990 à Las Vegas, dans le Nevada, est une actrice et chanteuse américaine.

## Biographie

### Jeunesse
Daveigh Chase naît le 24 juillet 1990 à Las Vegas, Nevada. Son nom a été changé en Daveigh Elizabeth Chase d'après ses parents, Cathy Chase et John Schwallier. Daveigh Chase a grandi à Albany, Oregon.

### Carrière
Chase voulait commencer une carrière dès le plus jeune âge et a commencé à chanter et à danser dans sa ville natale et alentour à des événements communautaires et des spectacles. Un des facteurs qui l'ont inspirée : en regardant des vidéos de Barney & Friends quand elle avait quatre ans. « Je voulais être comme eux, les enfants sur la vidéo », a-t-elle dit plus tard. Son père est alors entré dans une Little Miss America Pageant où Chase a remporté la compétition vocale nationale. Grâce à son succès, elle a ensuite signé un contrat avec un agent spécialisé dans la publicité et à l'âge de 7 ans, elle est apparue dans une publicité Campbells Soup. En 1998, elle a décroché un rôle de premier plan comme un enfant membre de l'Église de Jésus-Christ des saints des derniers jours dans une production de théâtre musical appelé l'Utah!.
Les premiers rôles de Daveigh Chase ont été en tant que voix de doublage dès 1998. En 2001, elle obtient le rôle du doublage américain de la voix de Chihiro Ogino, une japonaise de 10 ans, héroïne de l'animé japonais du studio Ghibli, Le Voyage de Chihiro. Elle obtient ensuite en 2002 le rôle principal de la voix de la jeune fille hawaïenne, Lilo Pelekai, dans le long métrage d'animation de Walt Disney Pictures, Lilo et Stitch. Pour sa performance, elle gagne un Annie Award et Young Artist Awards en 2003. Elle a continué à doubler le personnage dans la série télévisée.
Parallèlement au doublage, elle commence à jouer dans des films. En 2001, elle interprète Samantha, la petite sœur de Donnie dans le film Donnie Darko. Elle sera la seule actrice à jouer dans Donnie Darko 2 : L'Héritage du sang, sorti en 2009 et librement inspiré du premier film. En 2002, elle joue Samara Morgan dans Le Cercle, un film d'horreur. Chase est récompensée par le prix « 2003 Best Villain » aux MTV Movie Awards, pour lequel elle a battu Mike Myers, Colin Farrell, Willem Dafoe et Daniel Day-Lewis. Dans la suite, Le Cercle 2, et bien que ne jouant pas, Chase est créditée pour son rôle de Samara Morgan en raison de l'utilisation des archives du premier film.
Chase fait son apparition dans la série dramatique de HBO Big Love, qui porte sur un polygame, joué par Bill Paxton, et ses relations avec ses trois épouses. Chase joue Rhonda Volmer, l'enfant épouse du prophète, Roman Grant, qui est joué par Harry Dean Stanton. Ainsi que dans une deuxième saison de Big Love (qui a commencé à être diffusée au printemps 2007). Chase travaille également sur une nouvelle série d'animation appelée Betsy's Kindergarten Adventures (PBS, 2008). Leroy et Stitch (2006), une suite de Lilo & Stitch, a également été libéré.
En 1999, elle a rejoint un petit groupe comme chanteuse principale. Elle a été reprise par Steven Spielberg pour chanter God Bless America dans A.I. Intelligence artificielle et elle a chanté Holly Jolly Christmas pour le School's Out! Album de Noël et Tossin & Turnin d'Oliver Beene dans l'épisode Oliver & Compagnie. Elle chante également dans de nombreuses scènes dans Big Love, et plus particulièrement dans l'épisode nommé The Happiest Girl (le 10e épisode de la seconde saison), où elle réalise The Happiest Girl in plénier USA écrit par Donna Fargo dans son intégralité.

## Filmographie

### Cinéma
- 2000 : Her Married Lover : La grande fille
- 2000 : Robbers : La fille du dentiste
- 2001 : A.I. Intelligence artificielle : L'enfant qui chante
- 2001 : Donnie Darko : Samantha Darko
- 2001 : Le Voyage de Chihiro : Chihiro Ogino (Voix)
- 2002 : Lilo et Stitch : Lilo (Voix)
- 2002 : Le Cercle : Samara Morgan
- 2003 : Haunted Lightouse (Court-métrage) : Annabel
- 2003 : Carolina : Georgia jeune
- 2003 : Stitch ! le film : Lilo (Voix)
- 2005 : Le Cercle 2 : Samara Morgan
- 2006 : Leroy et Stitch : Lilo (Voix)
- 2009 : Donnie Darko 2 : L'Héritage du sang : Samantha Darko
- 2010 : In Between Days (Court-métrage) : Kent
- 2011 : Prettyface : Jenna
- 2012 : Yellow : Mary jeune
- 2012 : Little Red Wagon de David Anspaugh : Kelley Bonner

### Télévision
- 1998 : Sabrina, l'apprentie sorcière (Sabrina: Teenage Witch)  (série télévisée) : Une petite fille
- 1999 : Un père trop célèbre (Téléfilm) : Shawna Landon à 8 ans
- 2000 : From Where I Sit (Téléfilm) : Anna
- 2000 : Charmed (série télévisée) : Christina Larson jeune
- 2000 : Edgar MaCobb Presents (Téléfilm) : Sally
- 2000 : The Practice (série télévisée) : Jennifer Wakefield
- 2000 : Urgences (ER) (série télévisée) : Taylor Walker
- 2001 : Say Uncle (série télévisée) : Lucy Janik
- 2001 : Oui, chérie ! (série télévisée) : Brooke
- 2001 : The Lot (série télévisée) : Peggy Franklin
- 2001 : Lydia DeLucca (That's Life) (série télévisée) : Mary-Ellen
- 2001 : Les Anges du bonheur (Touched by an Angel) (série télévisée) : Heather Albright
- 2001 : Inside Schwartz (série télévisée) : Randi Johnson
- 2002 : Associées pour la loi (série télévisée) : Jamie Garibaldi
- 2002 : Les Rats (Téléfilm) : Amy Costello
- 2003 : Témoin avec sursis (Silence)  (Téléfilm) : Rachel Pressman
- 2003 : Beethoven et le Trésor perdu (Beethoven's 5th) (Téléfilm) : Sara Newton
- 2003 : Fillmore ! (série télévisée) : Joyce Summitt / Tracy Mabini (Voix)
- 2003 - 2004 : Oliver Beene (série télévisée) : Joyce
- 2003 - 2007 : Lilo & Stitch (série télévisée) : Lilo (Voix)
- 2004 : Cold Case : Affaires classées (série télévisée) : Ariel Shuman '90
- 2004 : Les Experts (CSI) (série télévisée) : Tessa Press
- 2006 - 2011 : Big Love (série télévisée) : Rhonda Volmer
- 2007 - 2010 : Betsy's Kindergarten Adventures (série télévisée) : Betsy
- 2008 : FBI : Portés disparus (Without a Trace) (série télévisée) : Diana Reed
- 2009 : Mercy Hospital (série télévisée) : Ashley Jeffries
- 2015 : Une infirmière dangereuse (Téléfilm) : Paige York